# 측정 단위

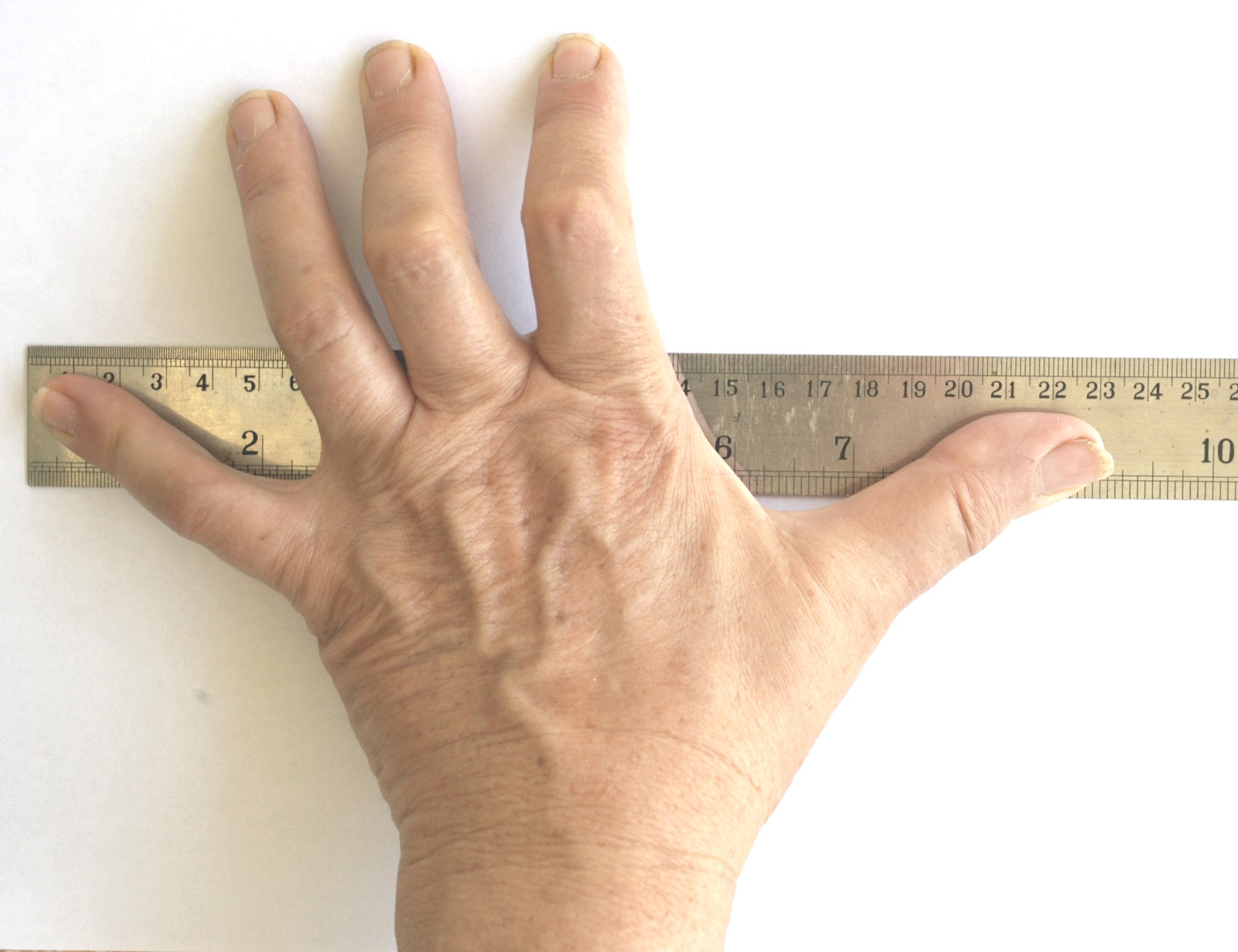

"측정"이란 "어떤 '양'에 대하여 합리적으로 여겨지는 하나 또는 그 이상의 '값'을 실험적으로 얻는 과정"이다. 국제 도량형국(BIPM)에서 발간한 국제측정학 용어집에서는 측정단위를 "같은 종류의 양들의 비율을 수로 나타낼 수 있게 해주는, 협약에 의해 정의되고 채택된 스칼라 양"으로 정의하고 있다.
측정 단위(測定單位) 또는 계량 단위(計量單位)는 물리량의 절대 등급으로, 동일한 물리량의 측정을 위한 표준으로서 사용하기 위해 법이나 관습에 의해 정의되고 채택된다.
단위는 특정 양을 표시하기 때문에 동일한 물리량(예: 길이)을 표시하는 서로 다른 단위(예: m와 inch)는 일정한 비율의 관계가 성립한다.  예를 들어 물체의 길이를 측정한 결과가 'meter'단위를 사용하여 1 m가 되었다면 'inch'단위를 사용하면 1/0.0254 inch가 된다.

## 국제단위계에서 정한 단위의 표시 방법
국제 도량형 총회(CGPM)에서는 단위를 표시하는 방법을 명확하게 약속하고 시행을 권고하고 있다.
- 단위는 일반적으로 로마체 소문자를 사용한다. 그러나 기호가 고유명사로부터 유래된 것이면 로마체 대문자를 사용한다.

(예) 길이 : 1 m (O), 1 m (기울임 X), 1 M (대문자 X)
질량: 1 kg (O), 1 Kg(대문자 X)
힘 : 2 N (O) , 2 n (X), 2 n (X) ; 과학자 Newton의 이름에서 유래한 단위이기 때문에 대문자 사용
전류: 3 A (O), 3 a (X) : 과학자 Ampere의 이름에서 유래한 단위
- 여러 단위가 조합된 경우에도 동일한 규칙을 따른다.

(예) 속도 : 10 m/s (O), 10m/s (붙여 쓰기 X), 10 M/s (대문자 X), 10 m/sec (시간단위 X)
- 양을 나타내는 수자와 단위는 한 칸 띄어 쓴다. 다만 평면각도의 도, 분, 초는 예외이다.

(예) 3 cm(O), 0.03 m (O), 2" (2 분, O)
- 백분율(%)이 SI 단위는 아니지만 단위 기호로 사용할 때는 수치와 한 칸을 띄어 써야한다.

(예) 25 %(O), 25% (붙여 쓰기 X), 25 percent (단위 표시 X)
- SI 접두어는 대소문자를 구별해서 각각의 의미가 정해져 있다. 단위와는 붙여 쓴다.

(예) centi(1/100의 의미, c) 2 cm (= 0.02 m)
kilo (1000의 의미, k)  3 km (O), 4 Km (X), 5 KM (X)

## 같이 보기
- 수분류사
- 공백 문자
- 미국 단위계
- 정보의 단위